# Едо Вимкен Стари
Едо Вимкен Стари (на немски: Edo Wiemken der Ältere, † 1415) е от 1355 г. първият вожд на Йостринген, Рюстринген и Вангерланд в днешна Източна Фризия. Той строи крепост в Йевер. През 1383 г. той строи и наречения на него замък Еденбург.

## Биография
Той се занимава с пиратство по морето. През следващите 200 години Господството Йевер се управлява от неговите потомци.
Едо Вимкен Стари е дядо на Зибет Лубенсон и Хайо Харлда (Харлес), прадядо на неговия син Танно Дюрен († 1468) и така прапрадядо на неговия син Едо Вимкен Млади (1454 – 1511).